# Wir haben eben geheiratet
Wir haben eben geheiratet ist eine im Spätsommer 1948 entstandene, österreichische Ehekomödie von Hans Effenberger und Hermann Wallbrück mit Lotte Lang, Hans Olden und der bekannten Operettensängerin Ida Russka in den Hauptrollen.

## Handlung
Mary de la Mamarides war einst eine gefeierte Operettendiva, die allerdings in ihren drei Ehen, wie sie behauptet, immer an den falschen Mann geraten war. Nun hat sie zwei im heiratsfähigen Alter befindliche Söhne namens Uli und Jim, die sie abgöttisch liebt, und fürchtet nichts mehr, als dass die beiden ebenfalls in die “Ehefalle” geraten könnten. Was Frau Mama nicht weiß: Die beiden Söhne haben soeben selbst geheiratet, und um diesen Tatbestand vor der dominanten Mutter zu verheimlichen, müssen die beiden jungen Männer nun einiges unternehmen, was bald dank Heimlichkeiten und zahllosen Schwindeleien und Tricks – inklusive eines sich tot stellenden Freundes – zu den genreüblichen, lustspielhaften Verwicklungen und Missverständnissen führt.

## Produktionsnotizen
Wir haben eben geheiratet entstand im August und September 1948 am im oberösterreichischen Salzkammergut gelegenen Attersee und am Mondsee sowie an Wiener Drehorten (z. B. die Staatsoper und am Kahlenberg) und wurde am 29. Juli 1949 uraufgeführt. In Deutschland war der an der Kinokasse ziemlich erfolglose Streifen nicht zu sehen. 
Die bei den Dreharbeiten knapp 21-jährige Heliane Bei gab hier ihr Filmdebüt, der Bühnenbildner Ferry Windberger schuf hier seine ersten und bis in die 1960er Jahre hinein auch letzten Filmbauten. Für die in Wien ansässige deutsche Editorin Munni Obal war dies der letzte nachweisbare Filmschnitt.

## Wissenswertes
Für den ehemaligen Schauspieler und erfolgreichen Theaterlustspielautor Hans Effenberger war dies seine einzige Filmregie und zugleich sein einziger Tonfilm. Co-Regisseur Hermann Wallbrück war wenige Jahre zuvor mit dem die Gefahr der Geschlechtskrankheiten thematisierenden, aufklärerischen Dokumentarfilm Schleichendes Gift (1946) und einem ähnlich angelegten Tuberkulose-Aufklärungsfilm namens Macht im Dunkel (1947) bekannt geworden.

## Kritiken
Der nur wenig beachtete Film stieß auf ein sehr geteiltes Echo, nachfolgend zwei Beispiele:
In der Salzburger Volkszeitung heißt es: “Es handelt sich hier um ein heiter beschwingtes musikalisches Lustspiel, das seine amüsanten Verwicklungen aus ewig aktuellen Ehekonflikten bezieht.”
Die Weltpresse hingegen schimpfte: “Ein Machwerk von fast kindischem Dilettantismus, das an die Anfänge der Stummfilmzeit erinnert. Mit solchen Filmen wird der österreichischen Filmindustrie bestimmt kein Dienst erwiesen. (…) Das Erstaunlichste an dieser mißglückten Angelegenheit ist der Umstand, daß ein Mann dafür zeichnet, der als Autor erfolgreicher Theaterstücke einen guten Namen hatte.”